# John Lautner
John Lautner (Marquette, 16 luglio 1911 – 24 ottobre 1994) è stato un architetto statunitense.

## Biografia
Lautner nacque a Marquette (Michigan), nel 1911 da padre tedesco, John Edward Lautner, emigrato dalla Germania nel 1870 circa, autodidatta, frequentò l'Università del Michigan da adulto studiando filosofia a Gottinga, Lipsia e Ginevra oltre che Parigi. Nel 1901, divenne responsabile di francese e tedesco alla Marquette Northern State Normal School (Northern Michigan University), ove divenne più tardi docente. La madre, Vida Cathleen (nata Gallagher), fu una interior designer e pittrice.
Lautner si forma presso l'università Northern Michigan di Marquette ed in seguito prosegue il suo apprendistato collaborando per sei anni con lo studio di Frank Lloyd Wright, facendo parte del primo gruppo dei ragazzi di Taliesin West.
Nel 1936-37, segue la realizzazione di due progetti per Wright: le residenze Abby Beecher Roberts "Deertrack" & Johnson "Wingsread". Al fine di seguire per Wright la costruzione delle residenze Sturges ed Oboler, trasloca a Los Angeles nel 1939, dove poi negli anni Quaranta vi aprì un proprio studio.
In generale, l'opera di Lautner, fa riferimento al movimento di architettura organica e cerca di mettere in relazione l'uomo, quale fruitore dell'architettura, con l'ambiente che lo circonda e lo stesso ambiente con la natura. Nelle sue opere si può leggere l'influsso della formazione avuto con Wright. In particolare, si prefigge di coniugare la ricerca di innovazioni tecniche, la gestione dei materiali, la versatilità della forma, non tralasciando la funzionalità.
Lautner interpreta l'architettura soprattutto come immagine e tutto suggerisce un modo di abitare grandioso, nella migliore tradizione di Hollywood. Gli ambienti vengono pensati in modo innovativo, come l'impiego dei materiali viene sperimentato per ottenere architetture spettacolari che hanno affascinato non soltanto l'alta società californiana, ma anche stelle della musica, cineasti di Hollywood e grandi fotografi di moda. Non a caso, le sue opere, sono spesso scelte quali location suggestive per servizi fotografici, o per videogiochi ed intessono uno stretto rapporto con il mondo della cinematografia. La casa Sheats/Goldstein a Beverly Hills, per esempio, è stata impiegata come sfondo per servizi fotografici di moda, la Malin residence a Los Angeles, detta anche Chemosphere della sua forma simile ad un UFO è stata citata invece nel videogioco Grand Theft Auto: San Andreas, nel film Charlie's Angels (in realtà, si tratta qui soltanto di una scenografia costruita per somigliare al Chemosphere) e in Omicidio a luci rosse di Brian De Palma, mentre la residenza Reiner-Burchill di Silver Lake è stata scelta dalla pop-star Madonna quale set inedito per ambientarvi un suo videoclip.
Bruno Zevi, architetto e critico attento al movimento organico, commenta come "osservando le opere di Lautner, si possa affermare come l'architettura organica non sia necessariamente wrightiana nelle forme, quantunque lo sia nello spirito".

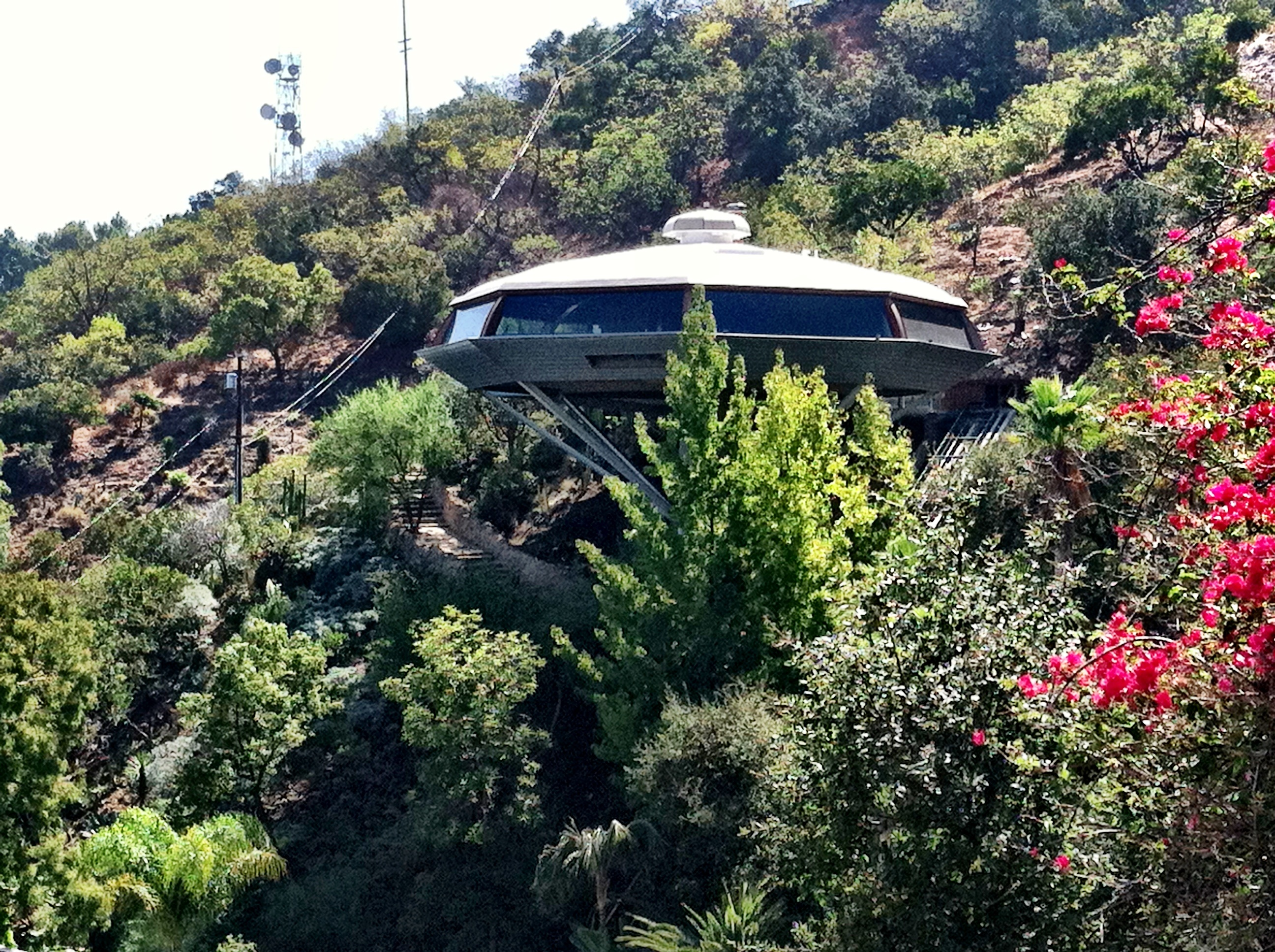
Chemosphere

## Opere principali
- Malin House, Los Angeles, 1960, detta anche Chemosphere.
- Elrod House, Palm Springs (CA), 1968.
- Arango House, Acapulco, Messico, 1973.
- Casa a Lechuza Point, Malibu (CA).
- Residenza Schaffner, Pasadena (CA).